# Кеттлер, Александр фон
Александр фон Кеттлер (нем. Alexander von Kettler; 16 октября 1658, Митава, Курляндское герцогство — 28 июня 1686) — курляндский принц, имперский князь Священной Римской империи, офицер бранденбург-прусской армии.

## Биография

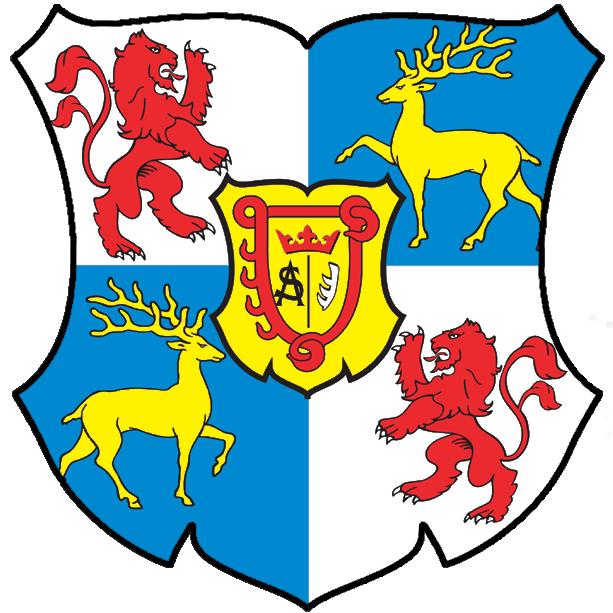
Герб рода Кеттлеров, герцогов Курляндии и Семигалии

Представитель известного вестфальского дворянского рода Кеттлеров. Родился в семье герцога Курляндии Якоба Кеттлера и его жены Луизы-Шарлотты Бранденбургской, старшей дочери курфюрста Бранденбургского Георга Вильгельма. Брат Фридриха Казимира и Фердинанда, будущих герцогов Курляндии и Семигалии.
Служил полковником в армии Бранденбург-Пруссии. В 1683 г. был назначен командующим Курляндского пехотного батальона, был впоследствии реогранизованного в пехотный полк. Участвовал в Великой Турецкой войне.
В сражениях потерял руку, за что получил прозвище «Однорукий». Тяжело ранен 26 апреля 1686 г. во время осады Буды. Умер в том же году по пути в Вену, в венгерском городке Шопрон.